# Spécifications techniques de la Nintendo 64
Les spécifications techniques de la Nintendo 64 décrivent le processeur, la mémoire, et les autres composants de la console 64 bits de Nintendo.

## Composants
- Processeur : NEC VR4300 64-bit (MIPS R4300i) avec 24 Ko de cache L1, cadencé à 93,75 MHz
  - Performance : 125 MIPS (million d'instructions par seconde), 93.75 MFLOPS (million d'opérations en virgule flottante par seconde)[1].
- Processeur graphique : Reality Coprocessor (RCP) 64-bits, cadencé à 62.5 MHz et plus de 100 MFLOPS[2]. Il s'agit d'un processeur graphique T&L reprogrammable par microcode[3], composé de deux processeurs intégrés : Le Reality Signal Processor (RSP) et le Reality Display Processor (RDP).
  - L'interface vidéo (VI) lit les données du framebuffer à intervalle régulier puis les envoie au convertisseur analogique (video DAC) afin de produire la sortie vidéo.
  - L'interface audio (AI) lit les données du buffer audio à intervalle régulier puis les envoie au convertisseur analogique (audio DAC) afin de produire la sortie audio.
  - Interface des périphériques (PI)
  - Interface série (SI)
  - Le matériel permet un placement de texture détaillé avec correction de perspective, anti-aliasing, Z-buffering, trilinear filtering, ombrage de Gouraud, 256 niveaux de transparence et la gestion du level of detail[2].
- Audio : 16-bit, stéréo, qualité CD[2].
  - Nombre de voies ADPCM : 16-24 canaux avec décalage de pitch PCM, jusqu’à 100 canaux PCM possible[2].
  - Fréquence d'échantillonnage : 44,1 kHz ou 48 kHz
- 4 Mo RDRAM (Rambus DRAM) sur un bus 9-bit 562.5 Mo/s, évolutif à 8 Mo avec l'Expansion Pak.
- Un bus de carte ROM (Nintendo 64 Game Pak) cadencé à 264 Mo/s
- Résolution : 240p (320×240), 288p (384×288), 480i (640×480), 576i (720×576), écran large via letterboxing et compression anamorphique.
- Palette de couleurs : 16777216 (profondeur de couleur 24-bit), 2097152 couleurs possibles (couleur 21-bit) sur l’écran[2].

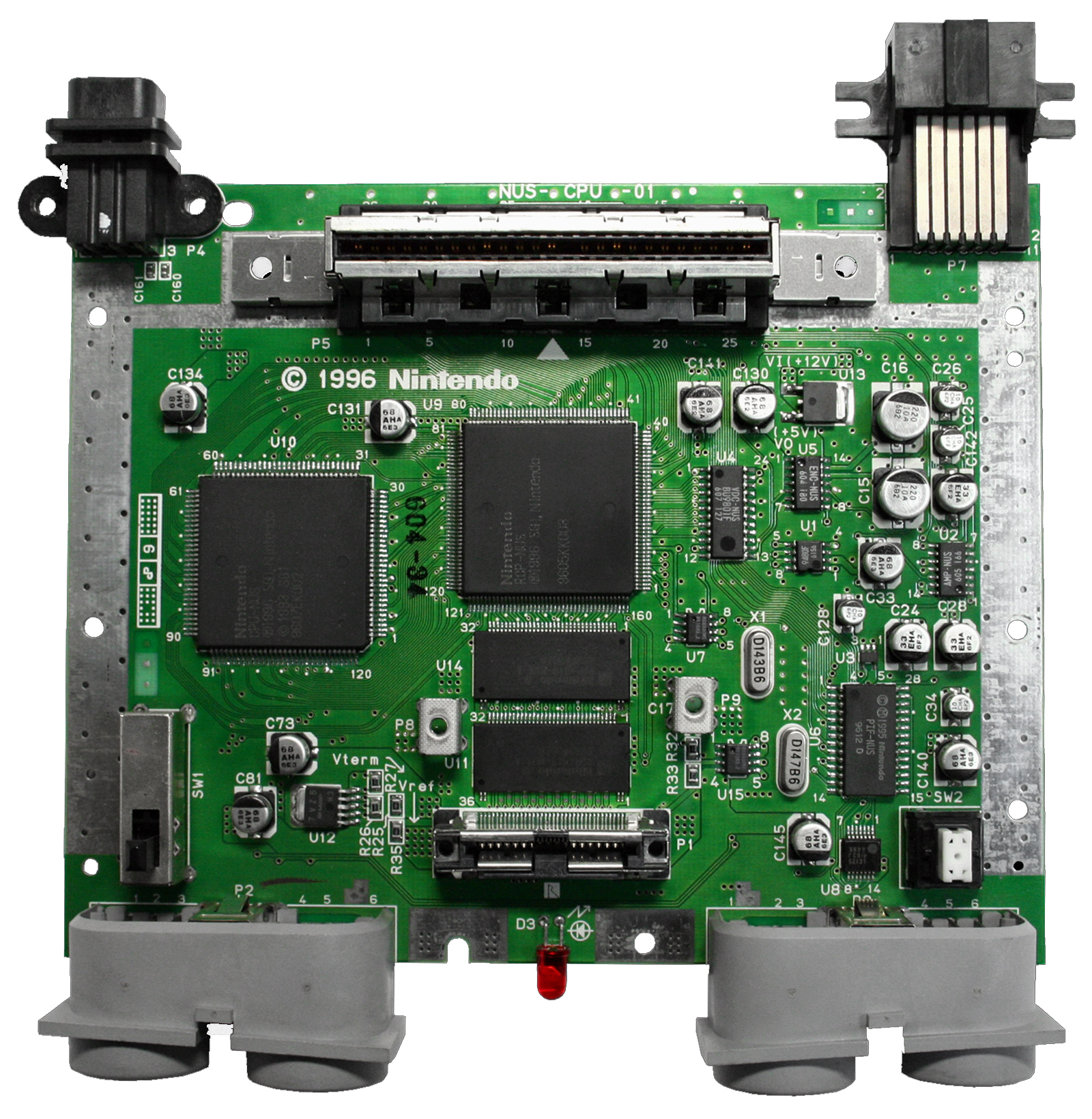
La carte mère de la Nintendo 64, montrant le processeur, le RCP et la RDRAM

## Processeur
Le processeur de la Nintendo 64 est le NEC VR4300  (R4300i, un dérivé moins cher du R4200), un processeur 64 bits de MIPS Technologies. Fabriqué par NEC en 0.35 µm, le VR4300 est un processeur scalaire d’exécution dans l'ordre RISC en cinq étapes intégrant une unité de calcul en virgule flottante, un cache L1 interne en accès direct de 24 Ko  (16 Ko pour les instructions, 8 Ko pour les données). Les 4,6 millions de transistors du processeur sont refroidis de manière passive par un dissipateur thermique en aluminium.
Avec une fréquence d'horloge de 93,75 MHz, le VR4300 de la N64 est considéré comme étant le processeur le plus puissant des consoles de jeux vidéo de cinquième génération. Il est toutefois bridé par la RAM à cause de son bus de 250 Mo/s et il doit passer par le RCP et pour y accéder. Il ne peut donc pas utiliser d'accès direct à la mémoire, bien que le RCP le puisse. Cette difficulté est encore aggravée par une latence élevée d'accès à la RDRAM.

## Le Reality Coprocessor (RCP)
Les opérations graphiques et sonores de la Nintendo 64 sont effectuées par le coprocesseur 64 bits de SGI nommé Reality Coprocessor, ou RCP. Le RCP est une puce cadencé à 62.5 MHz séparée intérieurement en deux composants principaux, le Reality Drawing Processor (RDP) et le Reality Signal Processor (RSP). Chaque zone communique avec l'autre par un bus de données 128-bits interne d'une bande passante de 1.0 Go/s. Le RDP est un processeur vectoriel disposant d'un registre d'entier de 128 bits (8 entiers de 16 bits) basé sur le MIPS R4000. Il est programmable via microcode ce qui permet à chaque logiciel de pouvoir le modifier pour permettre certaines tâches ou précisions spécifiques ou encore une nouvelle répartition des charges de travail. Le RDP effectue les calculs de T&L, la mise en place des triangles. Le RDP est le rastériseur de pixel principal de la Nintendo 64, et s'occupe également du calcul du Z-buffer de la console.
Plutôt d'un processeur sonore dédié, c'est le RSP qui exécute principalement les fonctions audios, bien que le processeur puisse également en être en charge. Il peut lire la plupart des types de données audio (dépendant des codecs logiciels) tel que le PCM non compressé, le MP3, le MIDI. Le RSP est en théorie capable d'un maximum de 100 canaux de PCM à la fois, mais seulement dans le cas où toutes les ressources du système sont dédiés à l'audio. Il a un taux d'échantillonnage audio maximum de 48 kHz en 16-bit. Dans la pratique, les limitations de stockage causées par le format de cartouche ROM limite la taille de l'audio et donc, sa qualité. Certains jeux sont conçus pour fournir une meilleure qualité audio lorsque des extensions de stockage sont disponibles, comme F-Zero X Kit d'Extension,.
La RDP effectue la rastérisation avant la sortie à l'écran. Le RCP fournit également au processeur un accès à la mémoire du système via un bus de 250 Mo/s. Malheureusement, ce lien ne permet pas l'accès direct à la mémoire. Le RCP, tout comme le processeur est refroidi de manière passive par un dissipateur thermique en aluminium en contact avec un second dissipateur thermique en acier.

## Mémoire
Le dernier composant majeur du système est la mémoire vive, ou RAM. Héritant des supercalculateur de SGI, la Nintendo 64 est une des premières consoles modernes à implémenter une architecture de mémoire unifiée (UMA), au lieu, par exemple, de séparer les banques de mémoire du processeur, de l'audio et de la vidéo. La mémoire vive se compose de 4,5 méga-octets de RDRAM (dont 500 ko pour les bits de parité), construite par Rambus. La RAM est extensible via l'Expansion Pak jusqu'à un total de 9 Mo. La RAM dispose d'un bus de données 9-bits cadencé à 250 MHz, vu que la RDRAM transfère des données autant à la montée qu'à la descente du signal (même fonctionnement pour la DDR) elle fournit 562.5 Mo/s de bande passante maximale au système. Rambus était jeune à l'époque et permit à Nintendo de fournir une large bande passante pour un coût relativement faible. L'étroit bus rendit la conception de la carte plus facile et moins chère qu'avec les bus de données plus larges requis pour une meilleure bande passante en sortie de type de RAM plus lentement cadencé (comme VRAM ou EDO DRAM) ; à l'époque cependant, la RDRAM s'accompagnait d'une très grande latence d'accès. Cette combinaison mit les développeurs de jeux au défi. Les premiers modèles utilisèrent deux puces de RAM de 2 Mo chacune. Plus tard, les modèles utiliseront une seule puce de 4 Mo.
Les cartouches ROM Game Pack de la Nintendo 64 sont beaucoup plus rapides que les lecteurs de CD-ROM, à tel point qu'il est possible de transmettre les données des cartouches en temps réel comme s'il s'agissait de mémoire RAM supplémentaire, maximisant ainsi l'efficacité de la mémoire RAM du système. C'était une pratique courante pour les développeurs de nombreux jeux, tels que Super Mario 64 de Nintendo EAD ou Indiana Jones et la Machine Infernale de Factor 5.

## Vidéo
Le système permet la sortie vidéo en deux formats : vidéo composite et S-Vidéo. Cela est rendu possible grâce à un connecteur "MULTI OUT" propriétaire à l'arrière du système, aussi présent sur la SNES et plus tard sur la GameCube. Bien que la puce convertisseur numérique-analogique utilisée dans les premiers modèles pouvait produire un signal RVB, il n'était pas utilisé dans ce but, les éditions suivantes ne disposeront plus du tout de broches de connexion RGB.
Dans la plupart des pays, le système était livré avec un câble composite (AKA Stereo AV cable by Nintendo). Les câbles composite et S-Vidéo sont les mêmes qu'avec 
Un modulateur RF et un commutateur (pour les anciens téléviseurs) et un câble S-Vidéo officiel est disponible séparément, bien que ce dernier n'ait été vendu que dans les magasins de détail au Japon. Aux États-Unis, le câble S-Vidéo officiel ne pouvait être commandé directement uniquement à partir de Nintendo of America, et le câble n'a pas été officiellement vendus en Europe. Dans le Royaume-Uni, la console était livré avec un modulateur RF et un commutateur, mais est toujours entièrement compatible avec les câbles plus moderne.
Le système prend en charge les résolutions standards jusqu'au 480i (576i pour la région PAL). Peu de jeux faisaient usage de ce mode et la plupart d'entre eux nécessitaient également l'utilisation de l'Expansion Pak. La majorité des jeux utilisaient plutôt le mode 240p (288p pour les modèles PAL). Un certain nombre de jeux prenaient également en charge un affichage vidéo 16:9 en utilisant un rendu écran large anamorphique ou le letterboxing. Les jeux capables d'utiliser cette fonction : Banjo-Tooie, Donkey Kong 64, GoldenEye 007, 007 : Le monde ne suffit pas, Jet Force Gemini, Perfect Dark, Starshot : Panique au Space Circus, Turok 2: Seeds of Evil, Turok 3: Shadow of Oblivion, Mission Impossible, Hybrid Heaven, et South Park.